# Casamento da Virgem (Rafael)
O Casamento da Virgem é uma pintura a óleo sobre madeira (170 x 117 cm) do mestre italiano da renascença Rafael, datado de 1504 e que se encontra actualmente na Pinacoteca de Brera em Milão.
Está indicado no portal frontal do edifício ao fundo "Raphael Vrbinas" (de Urbino, a terra natal do pintor) e a data de "MDIIII". Trata-se de uma das obras mais célebres do artista que marca o início da fase da sua maturidade artística.

## Descrição e estilo

### As personagens
O Casamento de Maria e José situa-se em primeiro plano, tendo ao centro um sacerdote que, segurando as mãos de ambos, oficia a cerimónia. Como na iconografia tradicional, ao lado de Maria, neste caso à esquerda, está um grupo de mulheres, e ao lado de José estão os homens, incluindo um, presente em todas as pinturas sobre o tema, que parte com a perna a vara que não tendo flor determinou a selecção dos pretendentes. Maria, de acordo com os evangelhos apócrifos, foi criada no Templo de Jerusalém, portanto com um estilo de vida casto, semelhante ao das freiras, e quando atingiu a idade de casar foi dado a cada um dos pretendentes um ramo seco, à espera de um sinal divino, tendo o único ramo que floresceu sido o de José e daí ter sido ele o escolhido.
A disposição das figuras em primeiro plano não está alinhada e com poses rigidamente equilibradas e simétricas (como em Perugino), mas mais naturais, com uma maior variedade de poses e de agrupamentos. Graças ao ponto de vista soerguido, o espectador vê melhor a disposição das figuras na grande praça de lajes a duas cores, com uma forma que cria um semi-círculo, que condiz com a forma convexa do edifício ao fundo. O semicírculo na base das figuras é o primeiro de uma série que atravessa o quadro e que culmina na cúpula do edifício e no próprio enquadramento da pintura.

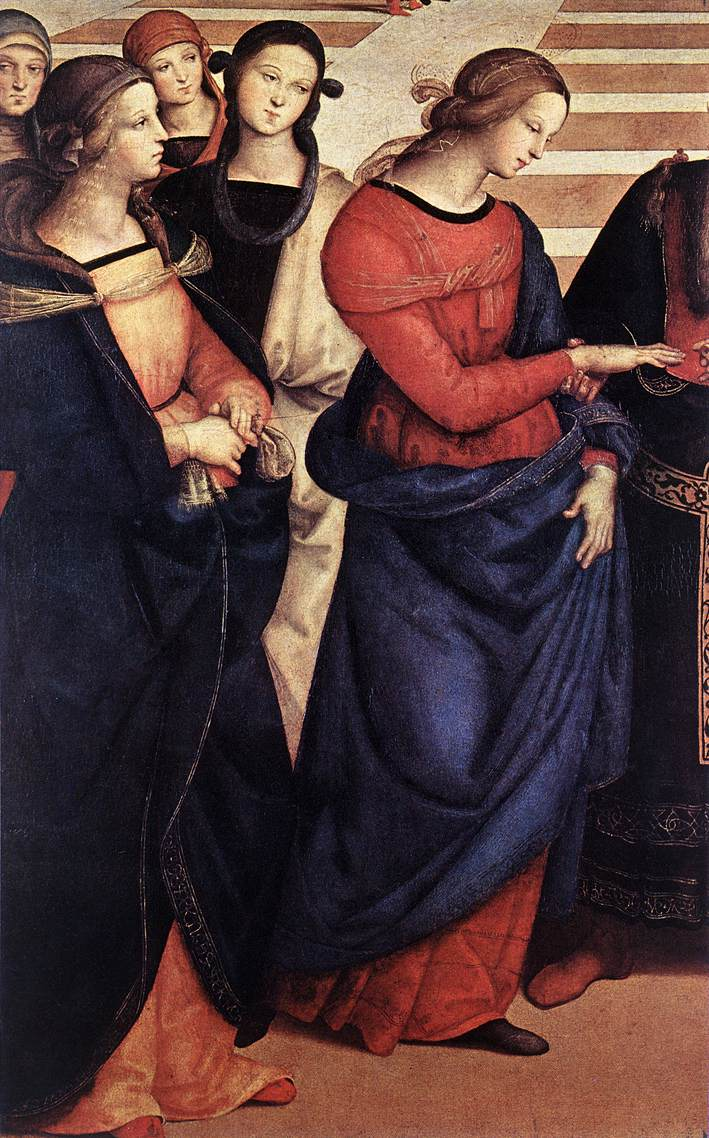
Detalhe

Na obra está ausente o pathos, típico de  Michelangelo, para dar lugar a uma abordagem clássica: as figuras apresentam-se com uma vaga e poética melancolia em que nenhuma expressão é mais carregada do que a outra, nem mesmo a do pretendente que quebra o galho como sinal de ressentimento, de modo algum enraivecido ou tenso, mas igualmente gracioso.
Se alguns elementos da tela são surpreendentemente inovadores, outros resultam mais débeis, como as expressões de algumas figuras, especialmente aquelas nos lados, que, ainda afetadas e um pouco desajeitadas de movimentos, se consideram ligados aos modelos de Perugino. No entanto, alguns desenhos preparatórios (Ashmolean Museum em Oxford e Museu Britânico de Londres) mostram tentativas de caracterização mais profunda do que a refletida na pintura final, prenunciando os desenvolvimentos futuros da arte de Rafael.

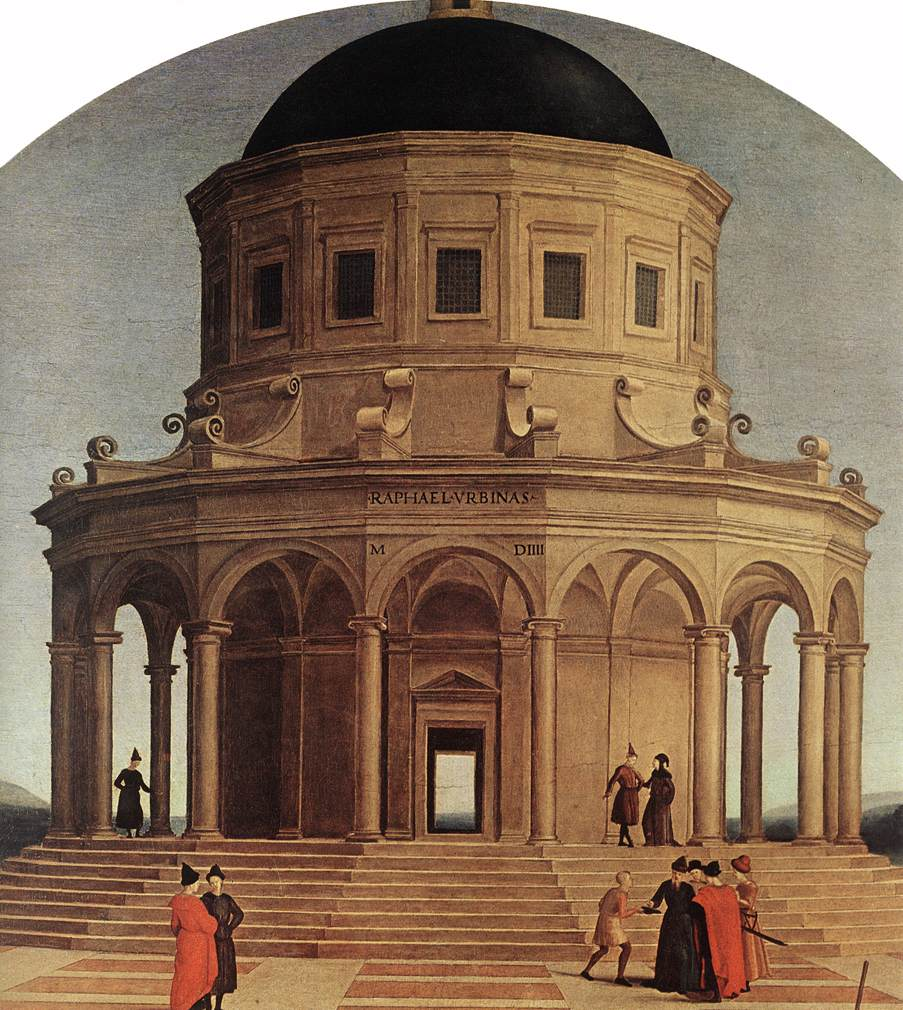
O templo

### O fundo
O fundo é ocupado por uma praça pavimentada em quadrados grandes, no fim da qual se encontra na zona central e no cimo de uma escadaria, um templo em cujo portal convergem todas as linhas de perspectiva da pintura: as refletografias têm revelado de facto a malha de linhas convergentes em direcção à porta do templo. Alguns grupos de figuras sem um significado especial, ocupam a praça para dar um toque de quotidiano diário e para definirem a profundidade espacial, com as suas dimensões adequadamente dimensionadas.
O templo sobreelevado tem catorze lados e está rodeado, no piso térreo, a toda a volta por um pórtico com colunas jónicas e arcos. No lintel ao centro do pórtico, acima dos arcos, está a assinatura do artista e a data. No topo, o pórtico está ligado ao corpo central (a tambor) por uma série de volutas. O piso superior é pontuado por pilastras e janelas arquitraves retangulares com um beiral sobre o qual há uma cúpula com  lanterna. O portal central, com um frontão triangular, está aberto e alinhado com uma abertura gémea do outro lado, que está também totalmente aberta, permitindo mostrar o céu e ampliar a profundidade da obra, bem como expressar a plena harmonia entre a arquitectura e o mundo natural.

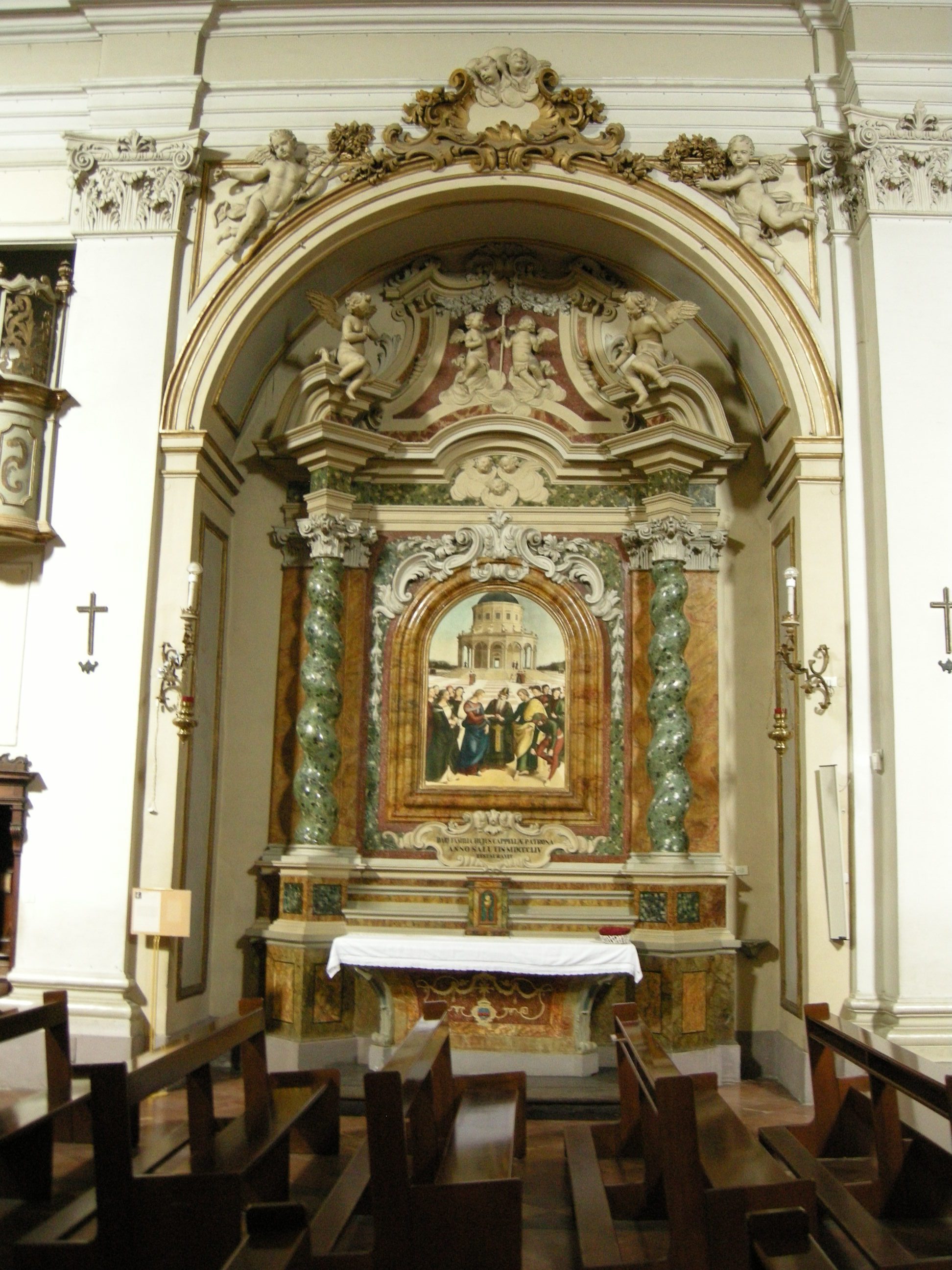
Uma cópia da pintura no altar da Igreja de S. Francisco na Città di Castello onde a obra esteve inicialmente

Se em Perugino o templo é simplesmente um fundo, grandioso, mas simplesmente justaposto como um pano de fundo, para Rafael é o centro óptico e o centro de todo o espaço, que se desenvolve em círculo em torno dele, a fim de envolver a paisagem de colinas que se inclinam para ele dos lados. Este efeito é conseguido devido ao maior número de lados e à presença da arcada que circunda com agilidade o cilindro central, bem como com o desenvolvimento quase completo do edifício, sem cortes a partir do centro. Por outro lado, Rafael também o elevou em relação à praça, graças a um horizonte mais elevado, e afastou-o, aumentando o esbatimento das lajes do pavimento, de modo a que não parecesse pesado face às figuras em primeiro plano. Um efeito similar, com uma análoga intensificação bicromática do pavimento, encontra-se na Anunciação do estrado do Retábulo dos Oddi, obra imediatamente anterior. A conexão entre as figuras e o fundo é aqui perfeitamente coordenada, superando aquela fratura entre o registo superior e inferior do modelo de Perugino.
A grande coerência arquitectónica do templo e a elegância das componentes demonstra o conhecimento, complexo e actualizado, da arquitectura contemporânea, em particular o estudo dos edifícios de planta central de Leonardo da Vinci e Bramante abrangendo dois séculos. A precisão do desenho do edifício leva a congeminar que Rafael pudesse ter usado um modelo de madeira.
Todos os elementos estão ligados por relações de proporção matemática, com uma ordem hierárquica precisa. Isto está relacionado com ambiente artístico de Urbino, donde era originário Rafael, que se acostumou desde a juventude aos problemas ópticos e de perspectiva. Além disso, a poesia do próprio artista estava então a evoluir para a recriação de uma beleza como a ordem abstrata na representação geométrica, em que o artista não deve "fazer as coisas da maneira que a natureza faz, mas como ela deveria fazer".

## História

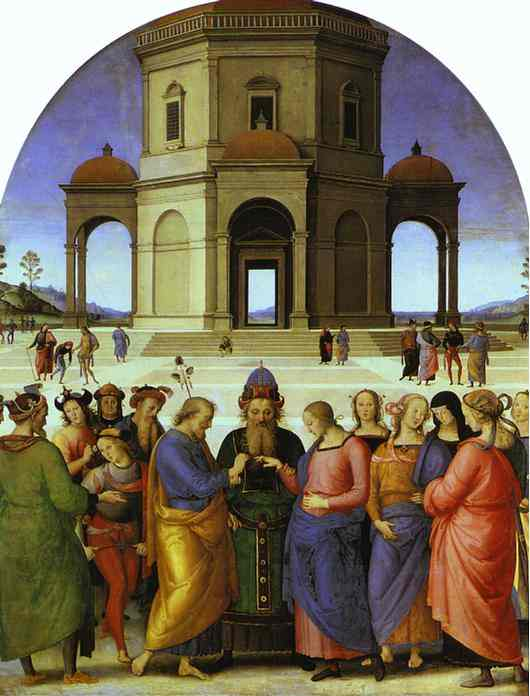
Casamento da Virgem (1501-1504), de Perugino, Museu de Belas-Artes, Caen

A obra foi encomendada pela família Albizzini para a capela de São José, na igreja de S. Francisco na Città di Castello. Foi a última grande obra encomendada para o jovem artista na cidade da Úmbria, após a Santíssima Trindade, o Retábulo Baronci e o Cristo crucificado com a Virgem, santos e anjos.
Para esta obra, Rafael inspirou-se num quadro análogo, Casamento da Virgem, que naquele mesmo tempo Perugino estava a pintar para a Catedral de Perúgia, tendo-a visto com grande probabilidade numa fase ainda intermédia, a qual foi concluída apenas em 1504. A comparação com a obra de Perugino, que por sua vez se inspirava, no fundo, no afresco da Consegna delle chiavi pintada pelo mesmo autor na Capela Sistina, demonstra as crescentes diferenças entre professor e aluno, no sentido da superação completa, por parte de Rafael, das formas do século XV e para criar uma representação mais envolvente e realística.
Em 1798 o município da Città di Castello foi praticamente obrigado a doar o retábulo ao general napoleónico Lechi, que três anos depois a vendeu por 50.000 liras ao comerciante Sannazzari. Este último deixou-a por herança ao Hospital Principal de Milão em 1804. Em 1806 foi adquirida por Eugênio de Beauharnais, que a destinou à Academia de Belas Artes milanesa, cuja colecção foi depois integrada na Pinacoteca que foi inaugurada em 1809.
Foi restaurada no final do século XIX por Molteni, e depois, na década de 1960, após um ataque de vandalismo, e por fim em 2009.

## Nota
- Este artigo foi inicialmente traduzido, total ou parcialmente, do artigo da Wikipédia em italiano cujo título é «Sposalizio della Vergine (Raffaello)».